# Корти, Ренато
Ренато Корти (итал. Renato Corti; 1 марта 1936, Гальбьяте, королевство Италия — 12 мая 2020, Ро, Италия) — итальянский кардинал. Титулярный епископ Саллаты и вспомогательный епископ Милана с 30 апреля 1981 по 19 декабря 1990. Епископ Новары с 19 декабря 1990 по 24 ноября 2011. Кардинал-священник с титулом церкви Сан-Джованни-а-Порта-Латина с 19 ноября 2016.